# Буравчук, Георгий Леонидович
Георгий Леонидович Буравчук (26 апреля 1946 года, Ананьев, Одесская область — 23 января 2006 года, Ростов-на-Дону) —  поэт, член Союза российских писателей (1997).

## Биография
Родился 26 апреля 1946 года в городе Ананьеве Одесской области в семье учителей. Вскоре семья переехала в Ростов-на-Дону, где поэт и прожил всю жизнь.
После окончания средней школы продолжил образование в Ростовском институте сельхозмашиностроения, который окончил  в 1966 году. Получил диплом инженера-механика. Работал электриком на заводах «Пролетарский молот» (1961—1963), ремонтно-подшипниковом заводе (1961—1973), инженером-конструктором на заводе «Электроинструмент» (1973—1982), электросварщиком на заводе железобетонных изделий (1982—1998). С 1998 года работал заместителем директора средней школы № 95 по административно-хозяйственной части.
Умер после 13-часовой операции на сердце, 23 января 2006 года. Похоронен на Северном кладбище г. Ростова-на-Дону.

## Творчество
Стихи писать Г.Л. Буравчук стал рано: в юности посещал студийные занятия литобъединения «Дон» под руководством ростовской поэтессы Елены Нестеровой. Первая поэтическая подборка была опубликована в журнале «Дон». Впоследствии в ростовских издательствах вышли пять сборников стихотворных и прозаических произведений Г. Буравчука. Поэт — один из семи авторов (членов Союза российских писателей) коллективного сборника «Перекрёсток» (2005), а также соавтор поэтического сборника «Перевал». Стихотворные подборки публиковались в журнале «Ковчег».
Георгий Леонидович автор книг стихов: Стихотворения. Ростов-на-Дону, «Юг», 1993; Музыка снега. Ростов-на-Дону, «Гефест», 1995; Репейник. Стихи и проза. Ростов-на-Дону, «Гефест», 1996; Сумерки. Ростов-на-Дону, 2001 (200 экз.).
Книга «Маленький домовой» и наиболее полный сборник произведений «Самая длинная ночь» вышли посмертно в 2006 году.
Для поэзии Георгия Буравчука характерен индивидуальный творческий почерк, лирико-философические настроения.

## Произведения Г.Л. Буравчука
Отдельные издания
- Стихотворения. Изд-во «Юг» (РИО), 1993.
- Музыка снега. — Ростов н/Д: Гефест, 1995.
- Репейник. — Ростов н/Д: Гефест, 1996.
- Сумерки. — Ростов н/Д: Донской издательский дом, 1996.
- Предпочитаю танку — танку. — Таганрог: Кучма Ю.Д., 2004.
- Маленький домовой. — Таганрог: Кучма Ю.Д., 2006.
- Самая длинная ночь. — Ростов н/Д: Булат, 2006.
- Перевал. Сборник 3-х авторов. — Ростов н/Д: Гефест, 1998.
- Перекрёсток. Сборник 7-х авторов. — Ростов н/Д: Булат, 2005.
- Ростовское время. Стихи 38-и. — Ростов н/Д: Ростиздат, 1990.
- Альманах «Ковчег» № 2, 2002; № 8, 2005.
- Самая длинная ночь. Избранное. — Ростов н/Д: Булат, 2006.